# Павле Младенов
Павле Младенов, известен като Чичо Павле Ячински (на сръбски: Чича Павле Младеновић Јачински или Čiča Pavle Mladenović Jačinski), e сърбоманин от Македония, войвода на сръбската въоръжена пропаганда в Североизточна Македония.

## Биография
Павле Младенов е роден в кумановското село Ячинце. Присъединява се към Българската екзархия, но после става сърбоманин и става нелегален със синовете си още през пролетта на 1903 година - преди основаването на Сръбския четнически комитет. Участва в сражението при Челопек заедно с Доксим Михайлович, Саватие Милошевич, Лазар Куюнджич, Воислав Танкосич, Аксентие Бацетович и Борко Пащрович. В битката заема челопекските височини и така попречва обкръжаването на сръбските четници от страна на албанския башибозук.
Загива в сражение с турци при Беляковци на 16 юни 1905 година заедно с Аксентие Бацетович и целите им чети.
След смъртта му войвода става сина му Яким Павлов – Ячко (Јаћим Павловић – Јаћко).